# امین‌آباد (قهاب جنوبی)
امین‌آباد روستایی در دهستان قهاب جنوبی بخش مرکزی شهرستان اصفهان استان اصفهان ایران است.

## جمعیت
بر پایه سرشماری عمومی نفوس و مسکن در سال ۱۳۹۵ جمعیت این روستا ۲۵۲ نفر (۷۹خانوار) بوده‌است.